# Marinus Boezem

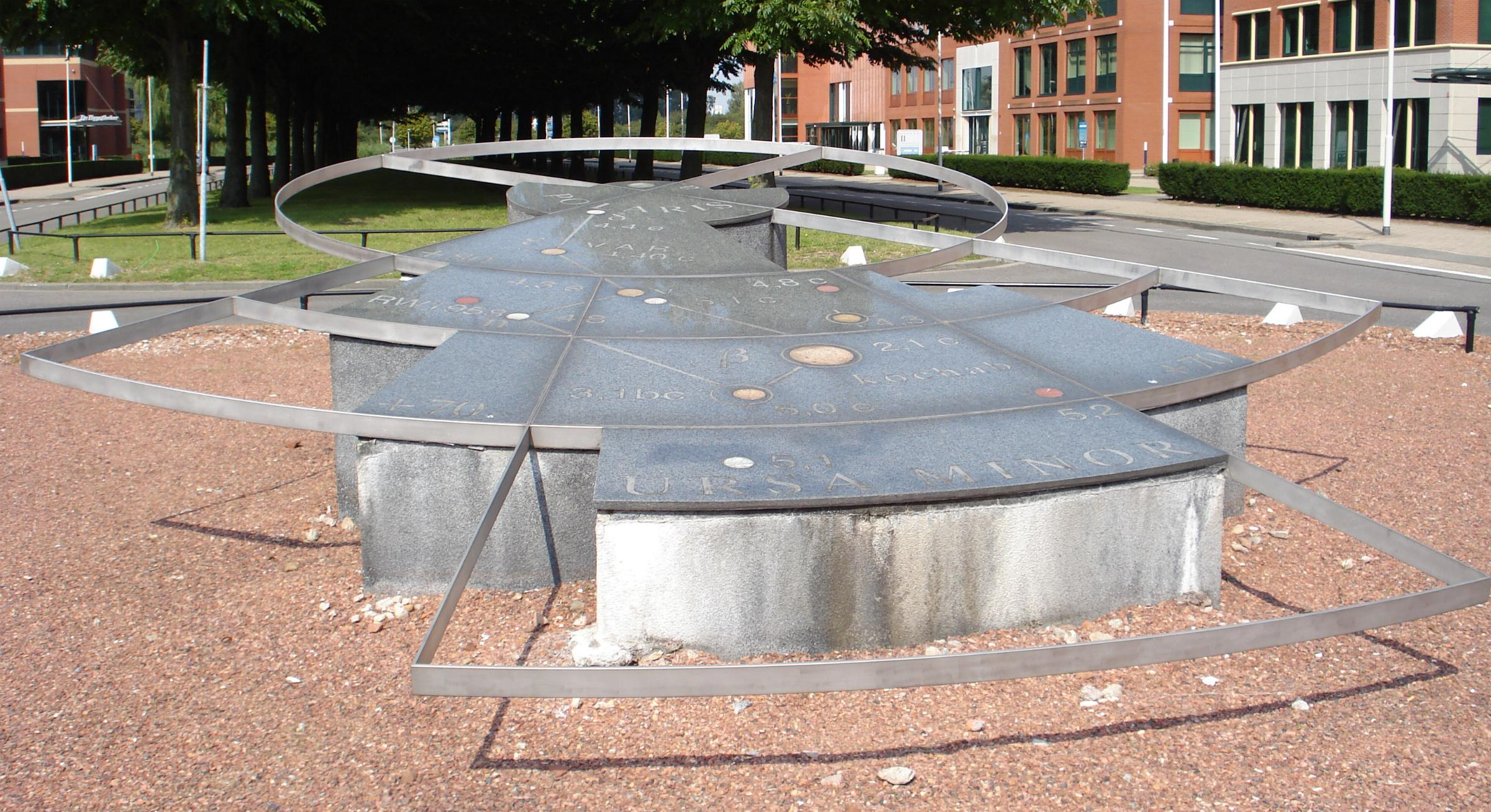
Polaris & Octans (1997) in Rotterdam

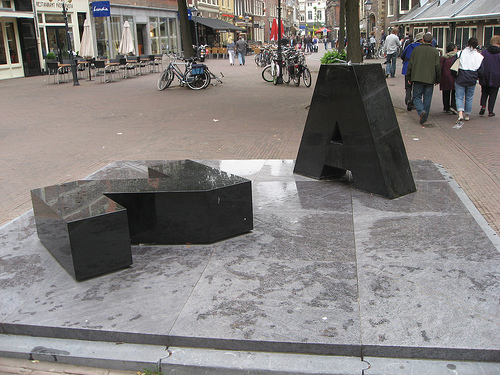
AZ (2007) in Haarlem

Marinus Boezem (* 28. Januar 1934 in Leerdam) ist ein niederländischer Konzeptkünstler und Bildhauer. Er gehört zusammen mit Jan Dibbets und Ger van Elk zu den Vertretern der Arte Povera der 1960er Jahre in den Niederlanden. Er ist bekannt für seine radikale Konzeptkunst und seine Arbeiten im öffentlichen Raum. Boezem wohnt heute in Middelburg.

## Leben und Werk
Marinus Lambertus van den Boezem studierte 1954 ein Jahr an der Vrije Academie Artibus in Utrecht und danach an der Vrije Academie in Den Haag. In den späten 1950er Jahren arbeitete er auch als Zeichner und Maler.
Bei einer Aktion hängte er im Jahr 1969 Bettzeug aus dem Fenster des Stedelijk Museum in Amsterdam. Im Rahmen der Ausstellung Op Losse Schroeven („Über die losen Schrauben“) hängte er weiße Tücher aus den Fenstern der Fassade des Stedelijk Museum und Kissen auf die Fensterbänke. Boezem wollte damit Kunst im öffentlichen Raum und den öffentlichen Raum auf dem Gebiet von Kunst verkörpern. Die Tücher symbolisierten das Treffen zwischen den Prozessen, auf dem Spielplatz und die konkreten Auswirkungen im Alltag.
Marinus Boezem war Teilnehmer der Documenta 5 in Kassel im Jahr 1972 in der Abteilung Individuelle Mythologien: Video.
Bei dem Objekt „AZ“ im Jahr 2007 realisierte er ein Kunstwerk zu Ehren eines Textes von Lennaert Nijgh. Die Marmor-Skulptur mit den Buchstaben A und Z steht für die Texte von Nijgh. Die Skulptur wurde nach der Renovierung des Oude Groenmarkt in Haarlem in den Jahren 2006 und 2007 errichtet und mit einem kleinen Brunnen ausgestattet.
Seine Arbeiten sind Bestandteil der Sammlungen wichtiger Museen, unter anderem des Stedelijk Museum in Amsterdam, des Kröller-Müller Museums in Otterlo, der Corcoran Gallery of Art, in Washington, D.C., des Empress Place Museum in Singapur, des Van Abbemuseums in Eindhoven, des Brooklyn Museum in New York City, des Museum of Contemporary Art in Chicago, des Municipal Museum of Fine Arts in Kyōto und der Royal Institute of British Architects Gallery in London.